# Jairo Campos
Jairo Rolando Campos León (n. Ibarra, Imbabura, Ecuador; 19 de julio de 1984) es un exfutbolista ecuatoriano. Jugaba de defensa, es hermano del delantero Ronnal Campos.

## Trayectoria
Campos se unió en 1998 a las inferiores del Barcelona Sporting Club donde permaneció hasta finales de 2002, sin embargo él no jugo ningún partido en primera división. En 2003 es transferido al KAA Gent de Bélgica donde estuvo una temporada jugando 6 partidos oficiales. Para el siguiente año decide volver a Ecuador para jugar en Sociedad Deportiva Aucas de Quito. Después de una temporada con el club, firma con la Liga Deportiva Universitaria de Quito.
Desde su traspaso a Liga de Quito se convirtió en una figura. Formó parte del equipo que ganó los títulos del Apertura 2005, el Campeonato Ecuatoriano de Fútbol 2007 y la Copa Libertadores 2008, campaña donde fue catalogado como uno de los mejores defensores de la Copa. También ganó la Recopa Sudamericana 2009 contra el Internacional de Porto Alegre y la Copa Sudamericana 2009 contra Fluminense.
En el 2010 es contratado por el Atlético Mineiro de Brasil pedido expresamente por Vanderlei Luxemburgo, con el cuadro 'Galo' obtiene el Campeonato Mineiro 2010. Tras una buena campaña con el Atlético Mineiro, el jugador dice retornar a Ecuador a mediados del 2011, para unirse a Deportivo en calidad de préstamo, en el cuadro 'chulla' se convierte en pilar fundamental para el logro del Campeonato Ecuatoriano de Fútbol 2011, consiguiendo la quinta corona para el equipo capitalino.
Para la temporada 2012, regresa al Barcelona de la ciudad de Guayaquil donde se inició como futbolista, luego de que el cuadro 'canario' adquirió los derechos federativos por 3 temporadas. A mediados de temporada es ganador junto al Barcelona de la Primera Etapa del Fútbol Ecuatoriano, obteniendo esta manera su pase a la Final del Campeonato Ecuatoriano de Fútbol 2012, siendo Jayro uno de los pilares fundamentales. El 3 de octubre en un partido frente a Liga de Loja Campos se lesiona del Tendón de Aquiles dejándolo fuera de las canchas 5 meses, perdiéndose así la Final del Campeonato. Pese a que Campos estaba lesionado, Barcelona logra ganar la Segunda Etapa coronándose de esta manera automáticamente Campeón. A final de temporada Jayro fue elegido en el 11 ideal del Campeonato.
En 2013 marcó su regreso a las canchas luego de una lesión que lo mantuvo 8 meses en recuperación, Campos debuta en el año jugando oficialmente frente a Independiente del Valle donde fue elogiado por la hinchada y prensa en general por volver en un gran nivel.

## Clubes
| N.º | Club             | País    | Año         |
| --- | ---------------- | ------- | ----------- |
| 1   | KAA Gent         | Bélgica | 2003        |
| 2   | SD Aucas         | Ecuador | 2004        |
| 3   | Liga de Quito    | Ecuador | 2005 - 2009 |
| 4   | Atlético Mineiro | Brasil  | 2010        |
| 5   | Deportivo Quito  | Ecuador | 2011        |
| 6   | Barcelona SC     | Ecuador | 2012 - 2014 |
| 7   | Liga de Quito    | Ecuador | 2015        |
| 8   | CD El Nacional   | Ecuador | 2016        |
| 9   | Imbabura SC      | Ecuador | 2017        |

## Estadísticas
En la tabla se detallan los goles y partidos jugados en las distintas competiciones nacionales e internacionales:
* Actualizado de acuerdo al último partido jugado el 8 de diciembre de 2013.
| Club                    | Temporada | Liga     | Liga  | Copas Nac. | Copas Nac. | Copas Inter. | Copas Inter. | Total    | Total |
| ----------------------- | --------- | -------- | ----- | ---------- | ---------- | ------------ | ------------ | -------- | ----- |
| Club                    | Temporada | Partidos | Goles | Partidos   | Goles      | Partidos     | Goles        | Partidos | Goles |
| KAA Gent Bélgica        |           |          |       |            |            |              |              |          |       |
| 2003                    | 6         | 0        | -     | -          | 0          | 0            | 6            | 0        |       |
| Total                   | 6         | 0        | -     | -          | 0          | 0            | 6            | 0        |       |
| Aucas Ecuador           |           |          |       |            |            |              |              |          |       |
| 2004                    | 43        | 0        | -     | -          | 1          | 0            | 44           | 0        |       |
| Total                   | 43        | 0        | -     | -          | 1          | 0            | 44           | 0        |       |
| Liga de Quito Ecuador   |           |          |       |            |            |              |              |          |       |
| 2005                    | 24        | 0        | -     | -          | 2          | 0            | 26           | 0        |       |
| 2006                    | 29        | 4        | -     | -          | 3          | 0            | 32           | 4        |       |
| 2007                    | 36        | 1        | -     | -          | 6          | 1            | 42           | 2        |       |
| 2008                    | 25        | 1        | -     | -          | 17         | 1            | 42           | 2        |       |
| 2009                    | 29        | 2        | -     | -          | 16         | 1            | 45           | 3        |       |
| Total                   | 143       | 8        | -     | -          | 44         | 3            | 187          | 11       |       |
| Atlético Mineiro Brasil |           |          |       |            |            |              |              |          |       |
| 2010                    | 15        | 0        | 6     | 0          | 2          | 0            | 23           | 0        |       |
| 2011                    | 12        | 0        | 4     | 0          | 0          | 0            | 16           | 0        |       |
| Total                   | 27        | 0        | 10    | 0          | 2          | 0            | 39           | 0        |       |
| Deportivo Quito Ecuador |           |          |       |            |            |              |              |          |       |
| 2011                    | 36        | 3        | -     | -          | 2          | 0            | 38           | 3        |       |
| Total                   | 36        | 3        | -     | -          | 2          | 0            | 38           | 3        |       |
| Barcelona Ecuador       |           |          |       |            |            |              |              |          |       |
| 2012                    | 33        | 0        | -     | -          | 5          | 0            | 38           | 0        |       |
| 2013                    | 18        | 0        | -     | -          | -          | -            | 18           | 0        |       |
| Total                   | 51        | 0        | -     | -          | 5          | 0            | 56           | 0        |       |
| Total                   | Total     | 306      | 11    | 10         | 0          | 54           | 3            | 370      | 14    |
Fuente: ESPN y Footballdatabase.eu

## Selección nacional
Jairo Campos participó con la selección juvenil de Ecuador en el Mundial de la categoría Sub-20 en Argentina, Preolímpico Sub-23 y estuvo en las últimas convocatorias de las eliminatorias para la Copa del Mundo Sudáfrica 2010 siendo un jugador de confianza para entrenador de la Selección de Ecuador, el profesor Sixto Vizuete y actualmente también para Reinaldo Rueda, ex técnico de la "tri".
Campos es considerado el reemplazo natural del experimentado zaguero central y figura de la Selección, Iván Hurtado.

### Participaciones en torneos

#### Copa América
| N.º | Copa América      | Sede      | Resultado     |
| --- | ----------------- | --------- | ------------- |
| 1   | Copa América 2011 | Argentina | Primera ronda |

#### Eliminatorias Mundialistas
| N.º | Mundial                                                | Año  |
| --- | ------------------------------------------------------ | ---- |
| 1   | Clasificación de Conmebol para la Copa Mundial de 2010 | 2010 |
| 2   | Clasificación de Conmebol para la Copa Mundial de 2014 | 2014 |

## Palmarés

### Campeonatos regionales
| Título             | Club             | Estado       | Año  |
| ------------------ | ---------------- | ------------ | ---- |
| Campeonato Mineiro | Atlético Mineiro | Minas Gerais | 2010 |

### Campeonatos nacionales
| N.º | Título              | Club            | País    | Año    |
| --- | ------------------- | --------------- | ------- | ------ |
| 1   | Campeonato Nacional | Liga de Quito   | Ecuador | 2005-A |
| 2   | Campeonato Nacional | Liga de Quito   | Ecuador | 2007   |
| 3   | Campeonato Nacional | Deportivo Quito | Ecuador | 2011   |
| 4   | Campeonato Nacional | Barcelona       | Ecuador | 2012   |

### Campeonatos internacionales
| N.º | Título              | Club          | Sede           | Año  |
| --- | ------------------- | ------------- | -------------- | ---- |
| 1   | Copa Libertadores   | Liga de Quito | Río de Janeiro | 2008 |
| 2   | Recopa Sudamericana | Liga de Quito | Quito          | 2009 |
| 3   | Copa Sudamericana   | Liga de Quito | Río de Janeiro | 2009 |

### Distinciones individuales
| N.º | Distinción                                              | Otorgada por | Año  |
| --- | ------------------------------------------------------- | ------------ | ---- |
| 1   | Incluido en el 11 Ideal del Campeonato Ecuatoriano 2012 | AFE          | 2012 |